# Marc Bombardó Poyato
Marc Bombardó Poyato (nascut el 23 de novembre de 2005), de vegades conegut com a Bomba, és un futbolista professional català que juga al club FC Andorra de Segona Divisió. Principalment de defensa central, també pot jugar de lateral dret.

## Carrera professional
Nascut a Cerdanyola del Vallès, Catalunya, Bombardó va fitxar per La Masia del FC Barcelona el 2013, procedent del FC Sant Quirze; inicialment porter, més tard va passar al mig del camp abans de convertir-se en defensa central del Barça. Va deixar l'equip el 2018 per unir-se al RCD Espanyol, però va passar al FC Andorra el 2020 i va ser cedit a l'equip filial Club Gimnàstic de Manresa.
El 22 de setembre de 2022, Bombardó va renovar el seu contracte amb Andorra fins al 2025. Va començar a formar part del primer equip la temporada 2022-23, però només va participar en partits de la Copa Catalunya.
El 21 de juliol de 2024, Bombardó va ascendir definitivament al primer equip de l'Andorra, ara a Primera Federació. Inicialment suplent de Diego Alende, Pablo Trigueros i César Morgado, va esdevenir titular després de l'arribada de Beto Company com a entrenador, i va contribuir amb un gol en un total de 26 partits durant la temporada, en què el club va aconseguir l'ascens a Segona Divisió.
El 28 de juny de 2025, Bombardó va ampliar encara més el seu vincle amb els Tricolors fins al 2027.